# Mogens Frey
Mogens Frey (født 2. juli 1941 i Glostrup) er en tidligere professionel dansk cykelrytter.
Som amatør vandt Mogens Frey sølv i 4 km individuel forfølgelsesløb ved OL 1968 i Mexico og sammen med Gunnar Asmussen, Per Lyngemark og Reno Olsen guld i 4 km hold-forfølgelsesløb. Her vandt Vesttyskland i første omgang guldet, men blev diskvalificeret, fordi en af vesttyskerne havde skubbet en holdkammerat, hvilket ikke er tilladt.
Den bedrift Frey måske blev mest kendt for, var etapesejren på 9. etape af Tour de France 1970. Her besejrede han sin egen holdkaptajn, Joaquim Agostinho, der ganske vist kom først over målstregen, men straks efter blev diskvalificeret for at sætte hænderne på Mogens Freys styr og dermed holde ham tilbage i spurten. Dette var dermed den første danske etape-sejr i Tour de France nogensinde. Den næste kom først 13 år efter, i 1983, hvor Kim Andersen vandt 12. etape.